# Cannerberg
De Cannerberg is een heuvel bij Maastricht, die deels op Nederlands en deels op Belgisch grondgebied ligt. De heuvel is vernoemd naar het plaatsje Kanne, dat net over de grens in België ligt. De Cannerberg vormt de westelijke helling van het Jekerdal, tegenover de Sint-Pietersberg. De heuvelrug is een uitloper van het Haspengouws Plateau. Een deel van de heuvel werd tussen 1930 en 1939 afgegraven voor de aanleg van het Albertkanaal, waardoor de heuvelrug van het grotere plateau werd afgesneden.

## Geologie

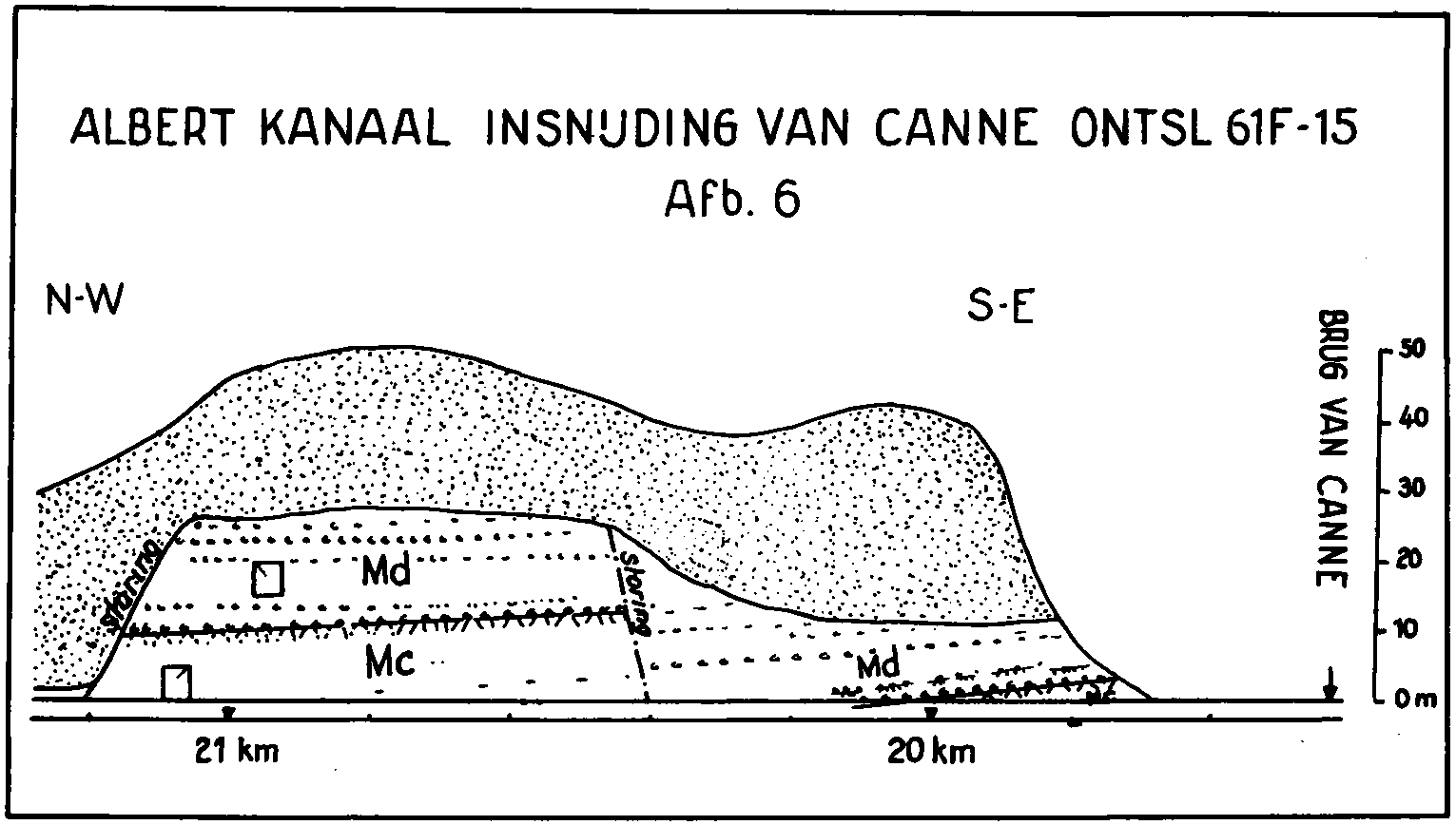
Geologisch profiel van de Cannerberg ter hoogte Albertkanaal met van boven naar beneden allereerst de afzettingen van grind, zand en löss, daaronder Kalksteen van Meerssen (Md) en daaronder Kalksteen van Nekum (Mc)

In de heuvelrug is het volgende profiel ontsloten:
- Löss uit het Laagpakket van Schimmert
- Zand en Maasgrind uit de Formatie van Beegden
- Formatie van Houthem
  - Kalksteen van Geulhem
    - Horizont van Vroenhoven
- Formatie van Maastricht
  - Kalksteen van Meerssen
    - Horizont van Caster

  - Kalksteen van Nekum
    - Horizont van Kanne
    - Horizont van Laumont

  - Kalksteen van Emael

## Natuur
Op de oostelijke helling van de Cannerberg ligt het Cannerbos. Aansluitend daaraan wordt op de zuidelijke helling sinds het jaar 2000 het Millenniumbos aangelegd, dat moet uitgroeien tot een volwaardig eiken-haagbeukenbos. De eerste aanplant bestond uit twintig centraal geplaatste beuken die symbool staan voor de voorbije twintig eeuwen in onze jaartelling. In 2013 werd er 9 ha extra natuur aan het bos toegevoegd in het kader van natuurcompensatie bij de aanleg van de Koning Willem-Alexandertunnel. Het Cannerbos en het Millenniumbos hebben een dicht net van wandelpaden, maar fietsen is verboden vanwege erosiegevaar.

## Cultuurhistorie
In de Cannerberg bevinden zich verschillende ondergrondse kalksteengroeven, die in de volksmond onterecht worden aangeduid als 'grotten'. De belangrijkste daarvan zijn de Groeve De Keel (in België en Nederland gelegen), Groeve De Nieuwe Keel (idem), de Kasteelgroeve (vernoemd naar Kasteel Neercanne), de Muizenberg (deels in België gelegen), de Fallenberggroeve (inclusief de Jezuïetenberg) en de Boschberg. Bij de ontginning van deze groeven werd ongeveer een derde van de mergellaag als bouwsteen gebruikt; de rest moest het bovenliggend gesteente dragen.
In een deel van de Cannerberggroeve, de Boschberg, zou vanaf het voorjaar van 1944 door 2000 arbeiders, merendeels daartoe gedwongen via de Arbeitseinsatz, zijn gewerkt aan een geheime Duitse lanceerbasis voor V1-raketten. Volgens andere bronnen was het plan om hier een fabriek voor vliegtuigmotoren te vestigen, de NV Drieberg, een filiaal van vliegtuigfabrikant Fokker. In dezelfde groeve was na de oorlog een commandocentrum van de NAVO gevestigd (NAVO-hoofdkwartier Cannerberg). Van 1954 tot 1992 werd het centrum bevolkt door Nederlandse, Belgische, Duitse, Britse en Amerikaanse militairen. Hier werd beslist over de nucleaire alarmfase (groen-rood) van Noordwest-Europa. Het centrum leidde daarnaast ook de NAVO-luchtverdediging over een gebied dat zich uitstrekte van Noorwegen tot Italië. Nadat de NAVO de groeve verlaten had, bleek dat men grote hoeveelheden asbest had gebruikt als isolatiemateriaal.

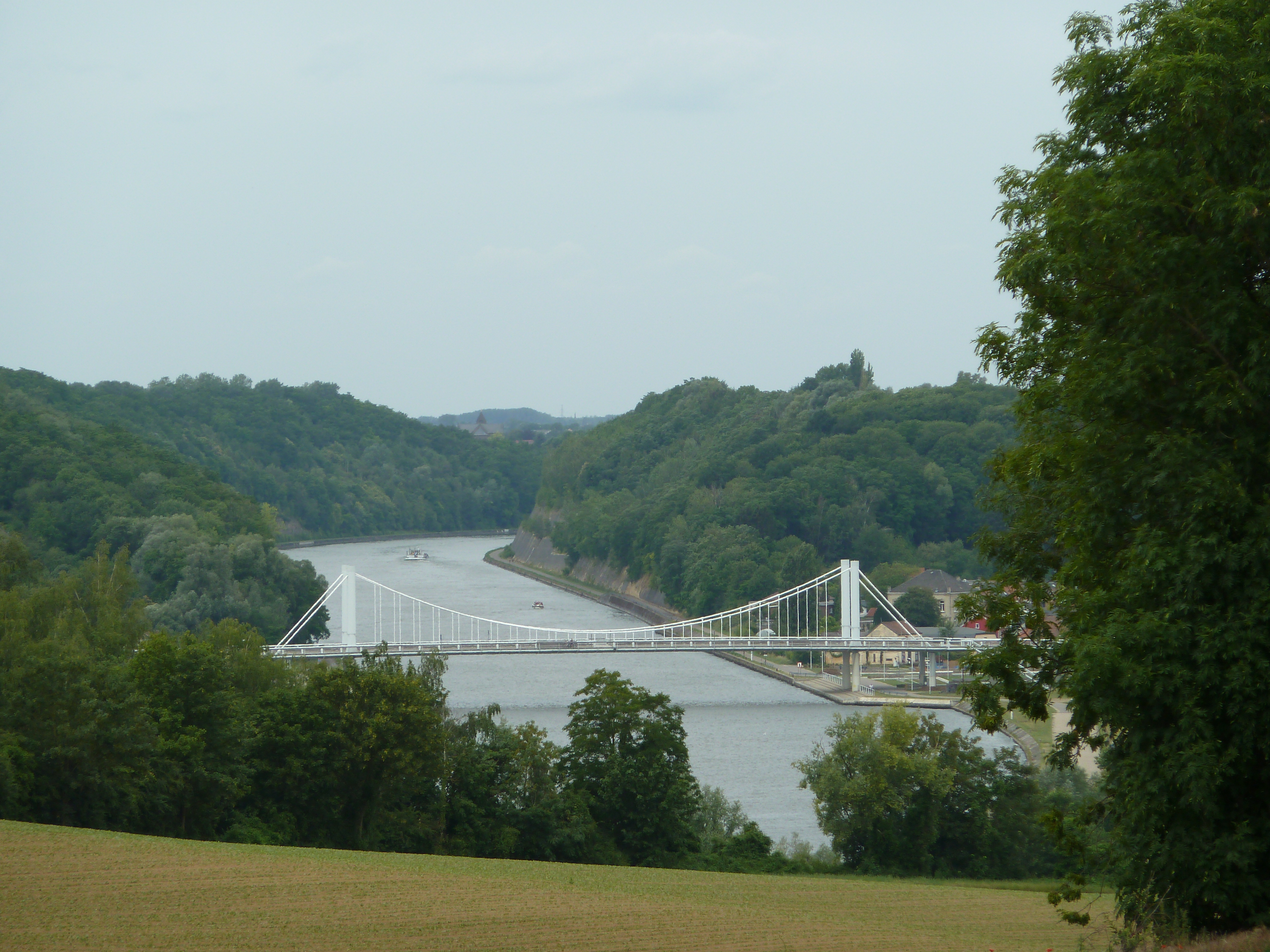
Albertkanaal bij Kanne; rechts de Cannerberg
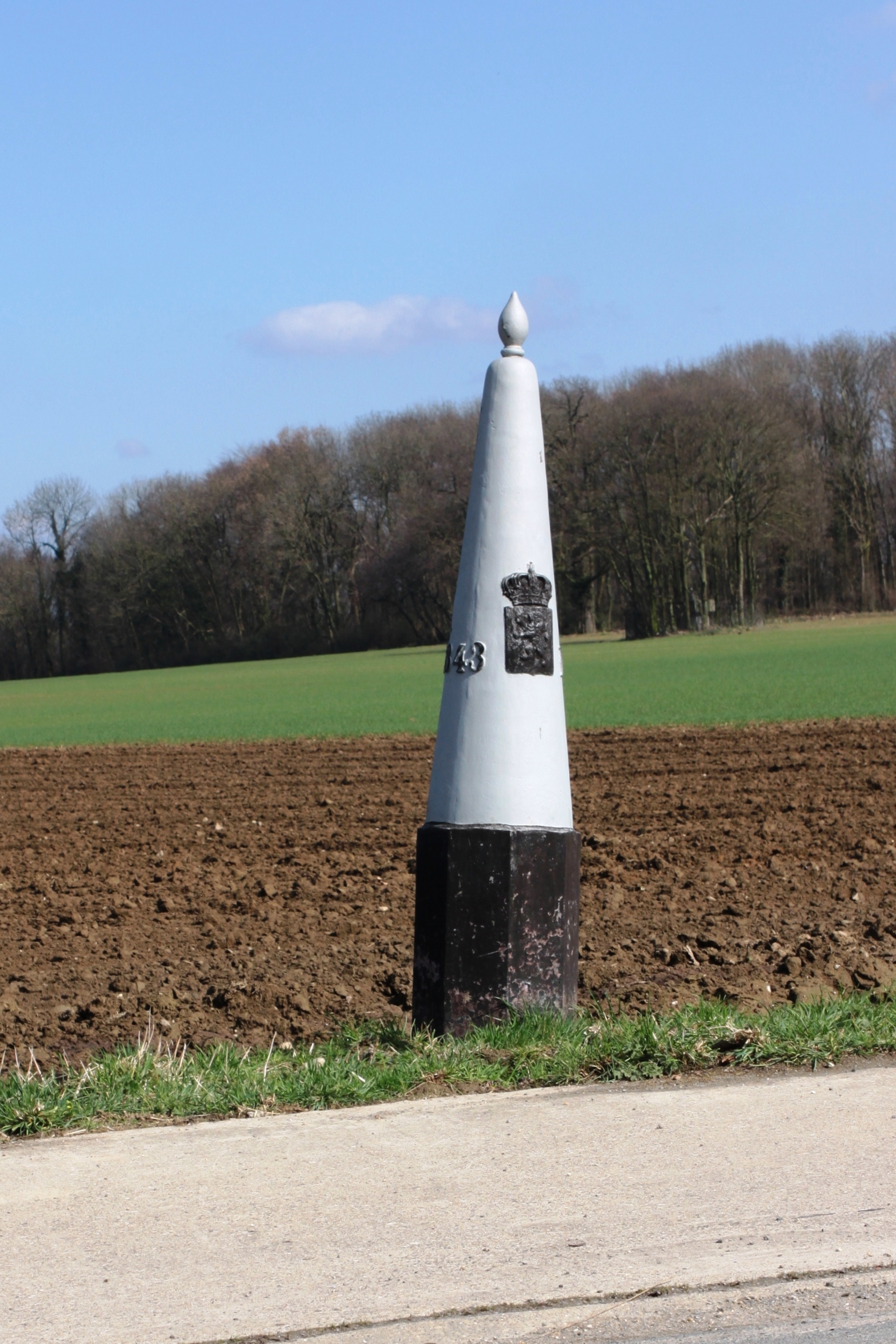
Grenspaal nabij de zuidhelling
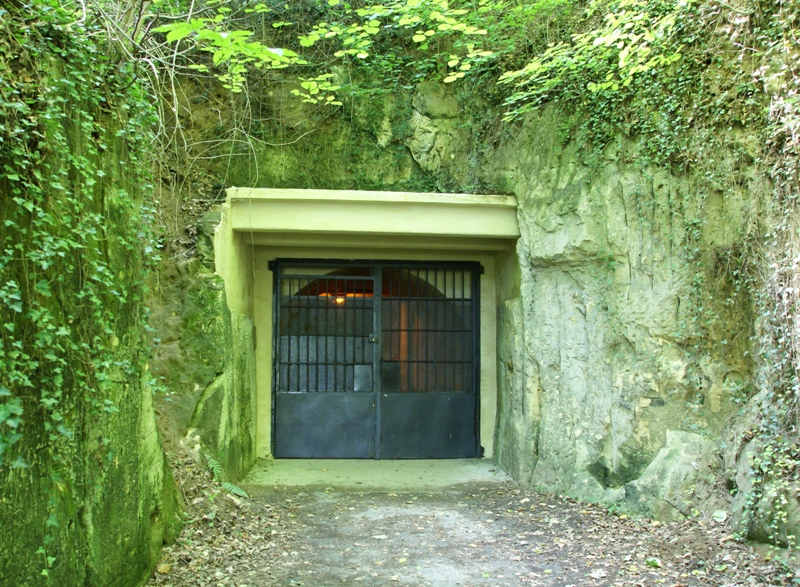
Ingang gangenstelsel Jezuïetenberg
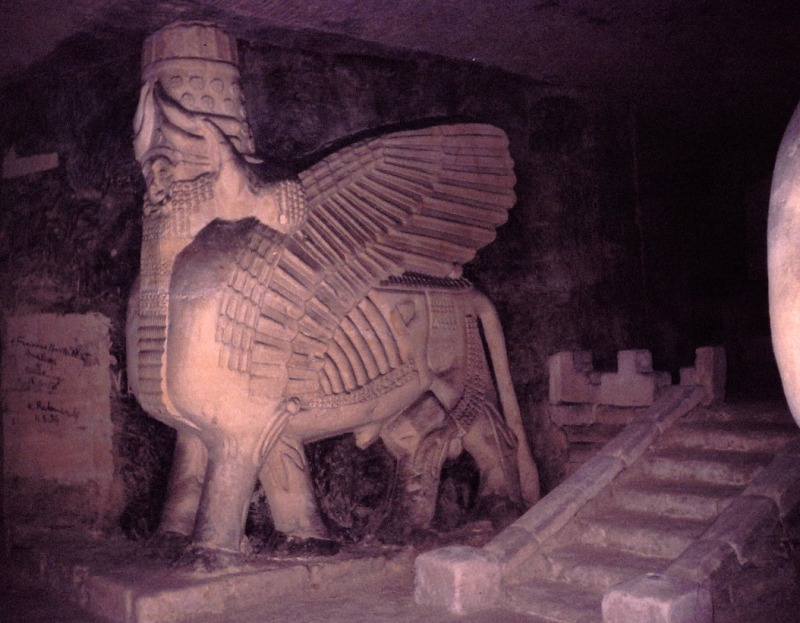
Sculptuur in Jezuïetenberg
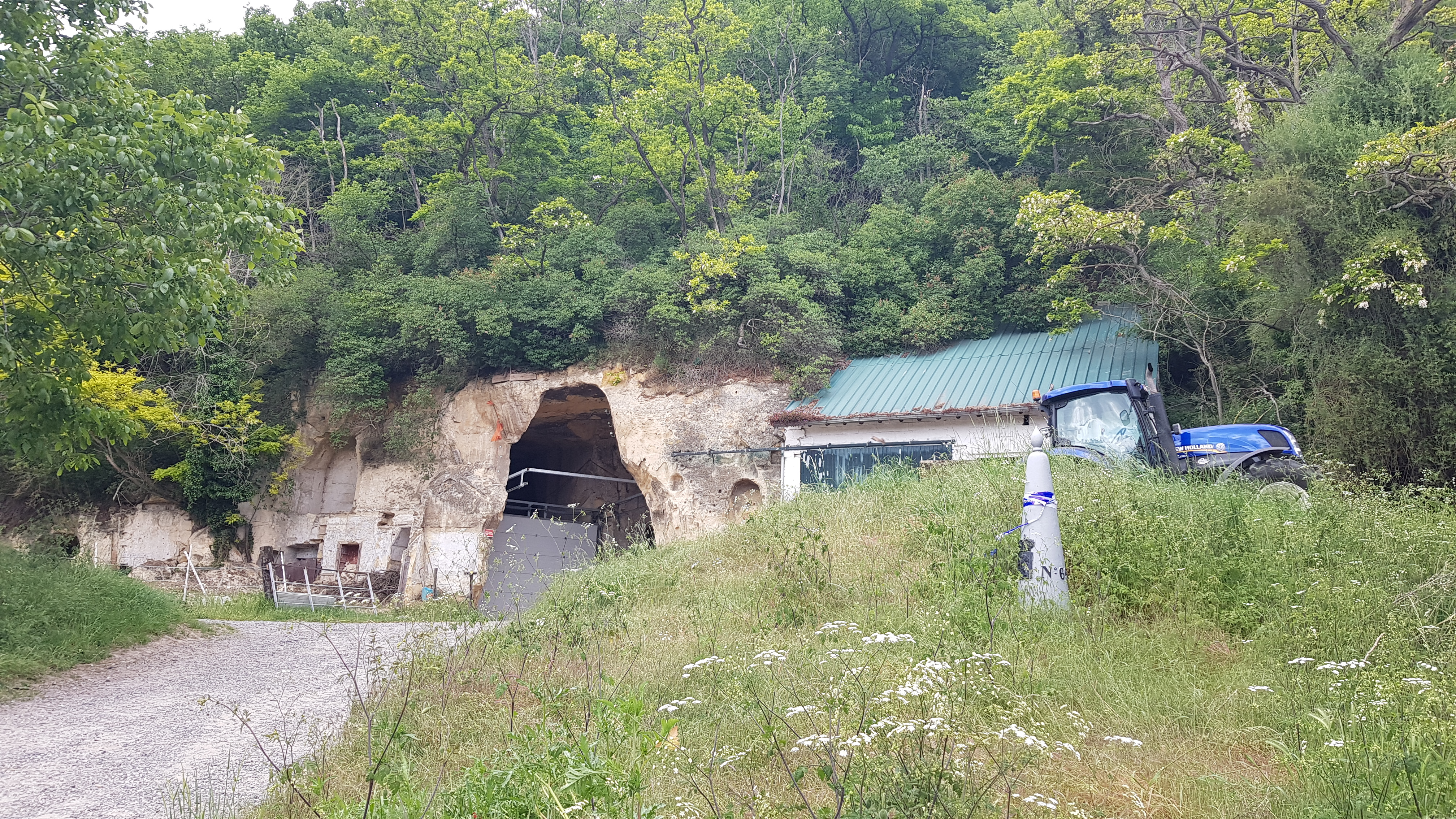
Ingang Cannerberggroeve in Kanne

## Wielrennen
De helling is meermaals opgenomen in de wielerklassieker Amstel Gold Race in de periode 1993-2000. De klim van de Cannerberg werd in deze klassieker Muizenberg genoemd, vernoemd naar de groeve Muizenberg in de nabijheid.
De klim werd ook aangedaan in de GP Erik Breukink.
De klim ligt ook in de recreatieve fietsroutes LF Maasroute en LF Vlaanderenroute.